# Stanislav Konopásek
Stanislav Konopásek   (Hořovice, 18 d'abril de 1923 - Praga, 6 de març de 2008) va ser un jugador d'hoquei sobre gel txec que va competir sota bandera txecoslovaca durant les dècades de 1940 i 1950.
El 1948 va prendre part en els Jocs Olímpics d'Hivern de St. Moritz, on guanyà la medalla de plata en la competició d'hoquei sobre gel. En el seu palmarès també destaquen dues medalles d'or al Campionat del Món d'hoquei sobre gel, el 1947 i 1949.
El 1950 va ser arrestat, juntament amb 11 companys de la selecció nacional txecoslovaca, pel govern comunista acusats de planejar la deserció. Fou condemnat a dotze anys de presó, però fou alliberat al cap de cinc anys. Posteriorment va continuar jugant a hoquei fins als 40 anys.
Posteriorment va exercir d'entrenador d'hoquei a Txecoslovàquia i Polònia fins al 1973.